# Rue Drevet
La rue Drevet est une voie située dans le quartier de Clignancourt dans le 18e arrondissement de Paris.

## Situation et accès
La rue Drevet est desservie par la ligne de métro 12 à la station Abbesses.

## Origine du nom
Elle porte le nom du graveur Pierre Drevet (1663-1738).

## Historique
La rue située dans une partie du domaine de l'ancienne abbaye de Montmartre vendu comme bien national en 1794 et exploitée comme carrières au début du XIXe siècle est tracée vers 1840 avec les ̩rues avoisinantes (rue Berthe, rue Gabrielle, rue des Trois frères, rue Chappe). Elle est située à proximité d'une galerie couverte parallèle qui reliait les deux parties de cette abbaye, l'abbaye d'en haut située près de l'église Saint-Pierre et l'abbaye d'en bas  à l'emplacement de l'actuelle rue Yvonne Le Tac. Cette galerie fut détruite après 1794 par les acquéreurs de ces terrains .
La rue est constituée de l'ancien « escalier des Trois-Frères » et de l'ancienne « rue du Poirier ». Un décret du 27 février 1867 lui donne sa dénomination actuelle.

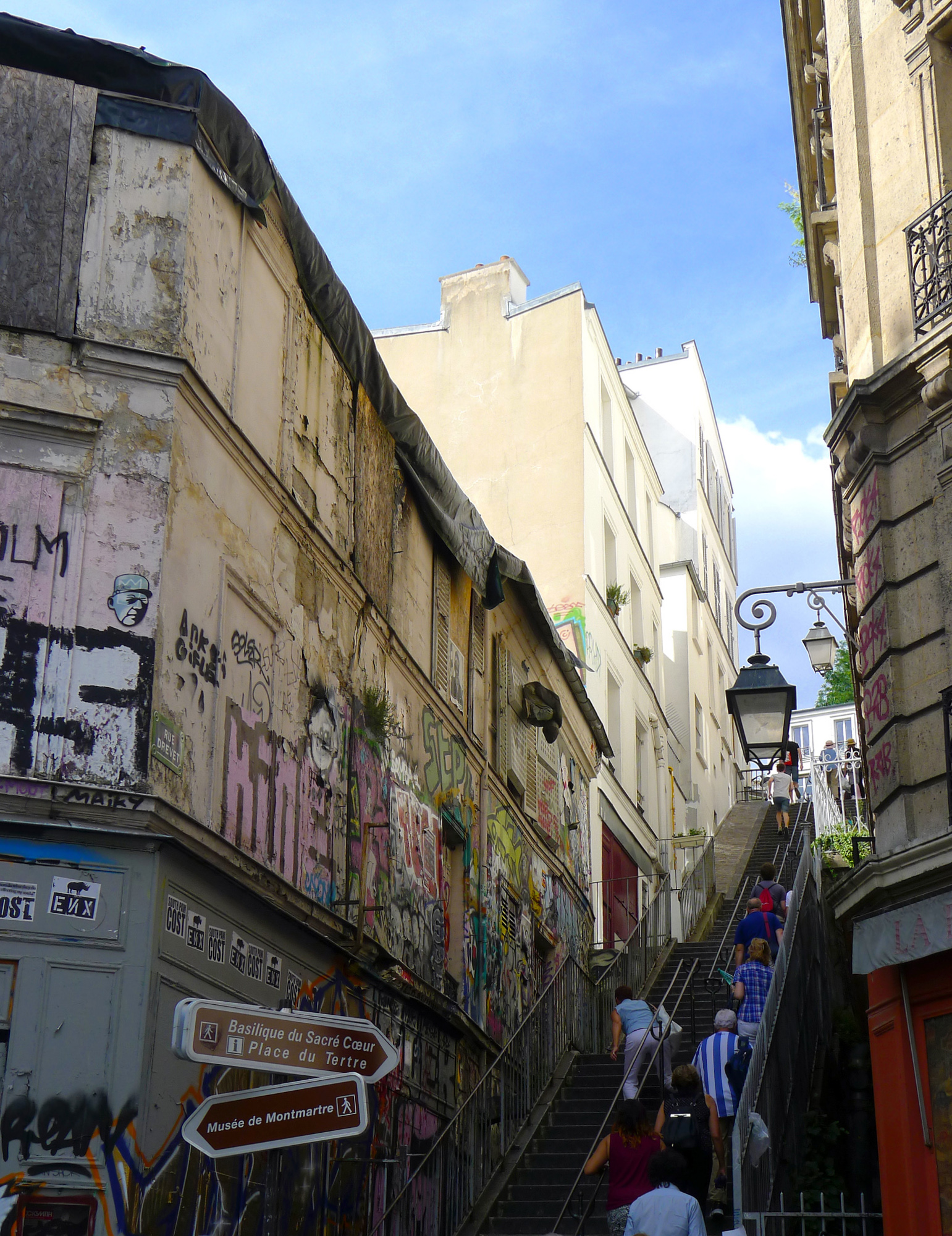
Rue Drevet vue depuis la rue des Trois-Frères.